# Centropyge vrolikii
Centropyge vrolikii là một loài cá biển thuộc chi Centropyge trong họ Cá bướm gai. Loài cá này được mô tả lần đầu tiên vào năm 1853.

## Từ nguyên
Từ định danh của loài được đặt theo tên của Willem Vrolik, nhà giải phẫu học kiêm nghiên cứu bệnh học người Hà Lan.

## Phạm vi phân bố và môi trường sống

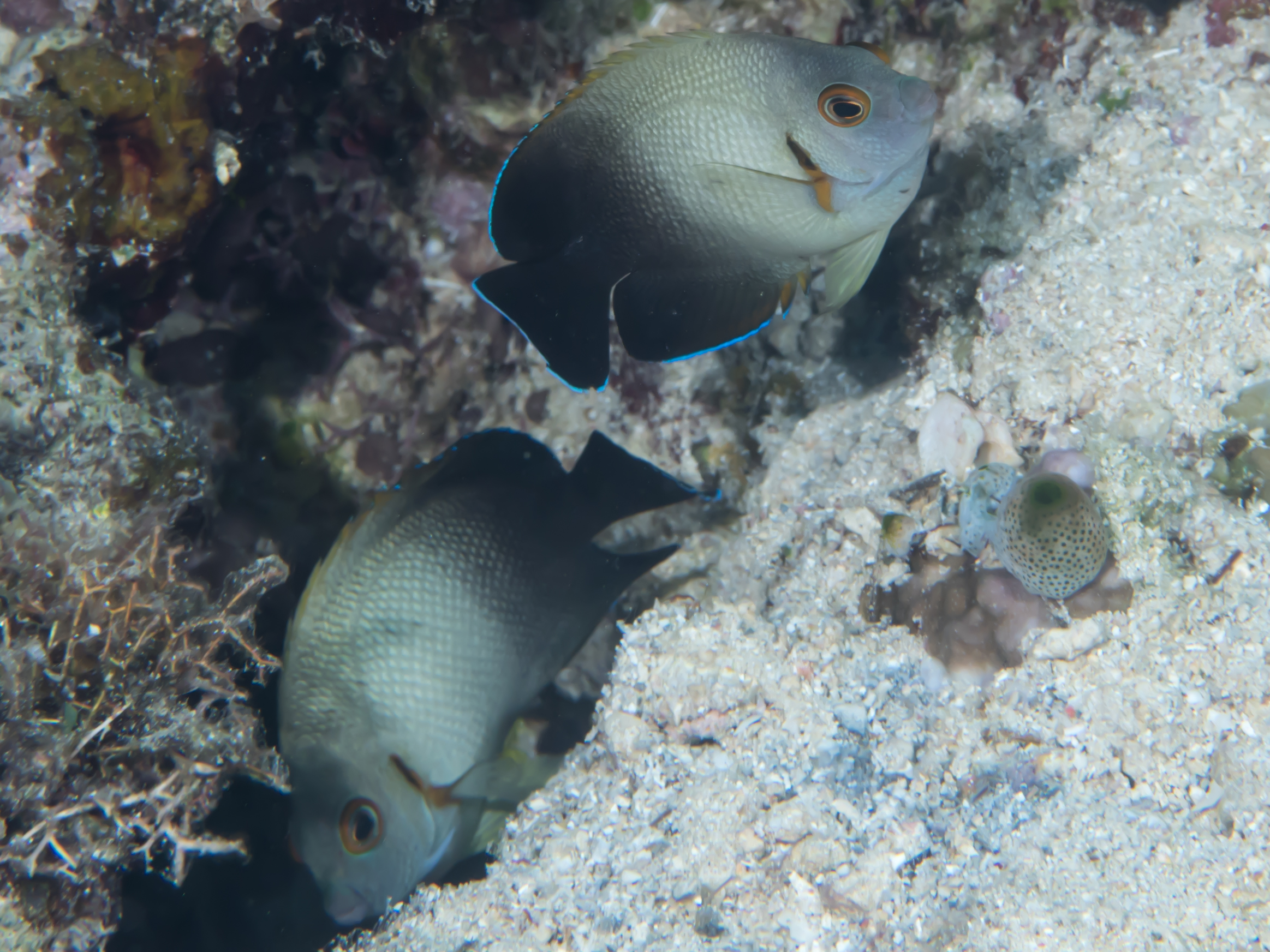
Một cặp C. vrolikii ngoài khơi Philippines

C. vrolikii có phạm vi phân bố rộng rãi ở Tây Thái Bình Dương và thưa thớt ở Đông Ấn Độ Dương. Loài cá này được ghi nhận trải dài trên hầu hết vùng biển các nước Đông Nam Á, băng qua Papua New Guinea trải dài đến một số đảo quốc, quần đảo thuộc châu Đại Dương (xa nhất ở phạm vi phía đông là đến Tonga); phạm vi phía bắc giới hạn đến vùng biển phía nam Nhật Bản; phía nam từ rạn san hô Great Barrier trải dài đến đảo Lord Howe (Úc). Ở Đông Ấn Độ Dương, C. vrolikii được ghi nhận ở ngoài khơi đảo Giáng Sinh, rạn san hô Scott và Seringapatam, quần đảo Ashmore và Cartier (Úc).
C. vrolikii sống gần các rạn san hô viền bờ và các rạn san hô trong các đầm phá ở độ sâu đến 25 m.

## Mô tả
Chiều dài cơ thể tối đa được ghi nhận ở C. vrolikii là 12 cm. Cơ thể của C. vrolikii có màu nâu nhạt, trắng hơn ở vùng thân giữa và chuyển sang màu đen ở phần thân sau, bao gồm cả vây đuôi, một phần của các vây lưng và vây hậu môn. Vây đuôi, vây lưng và vây hậu môn có viền màu xanh lam ánh kim. Rìa nắp mang có vệt màu cam, kéo dài xuống gốc vây ngực.
Số gai ở vây lưng: 14–15; Số tia vây ở vây lưng: 15–16; Số gai ở vây hậu môn: 3; Số tia vây ở vây hậu môn: 16–17.

## Sinh thái học

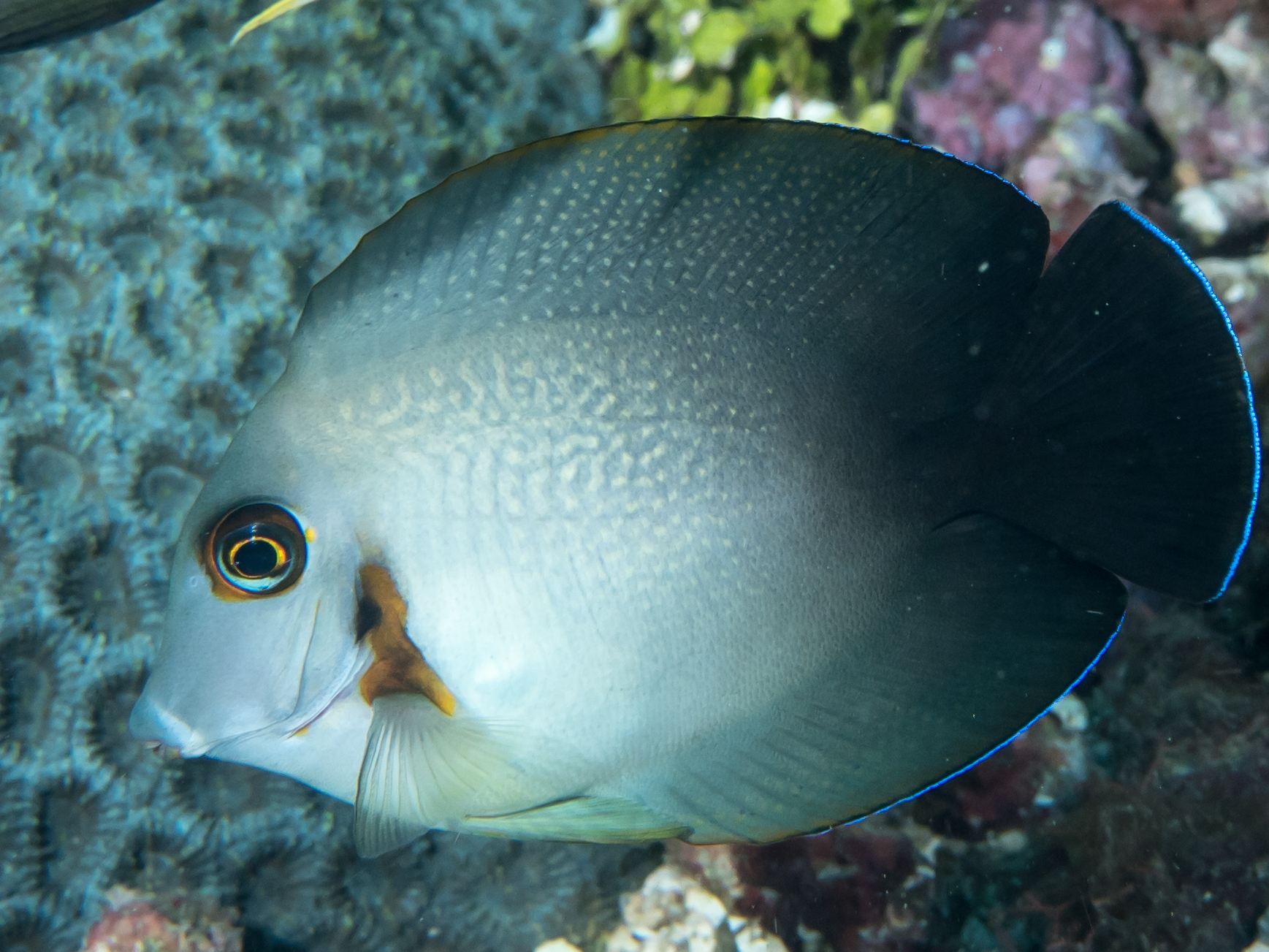
A. pyroferus bắt chước C. vrolikii (để ý ngạnh ở cuống đuôi)

Thức ăn chủ yếu của C. vrolikii là các loài tảo sợi. Chúng sống theo từng nhóm, và một con đực đầu đàn thống trị toàn bộ con cá cái trong hậu cung của nó.
Cá con đang trưởng thành của loài cá đuôi gai Acanthurus pyroferus được quan sát là bắt chước màu sắc của C. vrolikii. Ở những nơi mà C. vrolikii thưa vắng, A. pyroferus có thể bắt chước một số loài Centropyge khác.
C. vrolikii được ghi nhận là đã tạo ra những cá thể lai với hai loài họ hàng của nó, Centropyge eibli và Centropyge flavissima, ở những khu vực mà phạm vi của chúng chồng lấn lên nhau.
- C. vrolikii × C. ﬂavissima: được ghi nhận tại Bắc Mariana và Guam; quần đảo Marshall; Vanuatu; Pohnpei và Kosrae (Liên bang Micronesia).
- C. vrolikii × C. eibli: được ghi nhận tại vùng biển phía tây Indonesia và tại đảo Giáng Sinh.

## Thương mại
C. vrolikii là một loài được đánh bắt và xuất khẩu trong ngành thương mại cá cảnh.

### Trích dẫn
- Radu C. Guiasu; Richard Winterbottom (1998). "Yellow juvenile color pattern, diet switching and the phylogeny of the surgeonfish genus Zebrasoma (Percomorpha, Acanthuridae)" (PDF). Bulletin of Marine Science. Quyển 63 số 2. tr. 277–294.